# Valencia CF

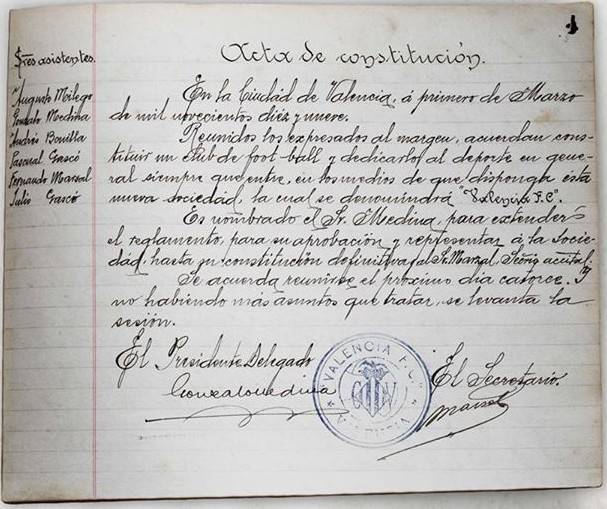
Acta de constitució del VCF

Valencia Club de Fútbol, även känd som Valencia CF eller Los Che, är en spansk professionell fotbollsklubb från Valencia i Spanien. Klubben bildades i mars 1919, med smeknamnet "Los Ché". Deras stadion är Mestalla, vilken rymmer cirka 50 000 åskådare. Valencia är det fjärde största laget i La Liga.
Klubben är organiserade som ett sportaktiebolag (Valencia Club de Fútbol S.A.D.) som sedan augusti 2009 är majoritetsägd av sin icke-vinstinriktade stiftelse; La Fundació Valencia CF. Samma år skapades också damsektionen Valencia Féminas CF genom en sammanslagning av det äldre valencianska damlaget Colegio Aléman CF.
Valencias större stjärnor har varit bland andra Carlos Marchena, David Villa, David Silva, Juan Mata och Roberto Soldado.

## Meriter
- Copa Del Rey 8 gånger
- La Liga 6 gånger
- Supercopa de España 1 gång
- UEFA Cup 3 gånger
- Uefa Super Cup 2 gånger
- Europeiska cupvinnarcupen i fotboll 1 gång

## Spelartrupp

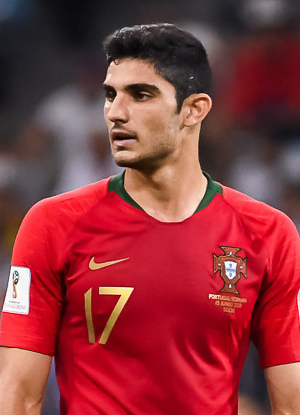
Gonçalo Guedes är den dyraste spelaren i Valencias historia

| Nummer      | Land          | Spelare              |           |           |           |           |
| Målvakter   | Målvakter     | Målvakter            | Målvakter | Målvakter | Målvakter | Målvakter |
| ----------- | ------------- | -------------------- | --------- | --------- | --------- | --------- |
| 1           | Spanien       | Jaume Doménech       |           |           |           |           |
| 13          | Nederländerna | Jasper Cillessen     |           |           |           |           |
| 25          | Spanien       | Cristian Rivero      |           |           |           |           |
| 28          | Georgien      | Giorgi Mamardashvili |           |           |           |           |
| Försvarare  |               |                      |           |           |           |           |
| 2           | Portugal      | Thierry Correia      |           |           |           |           |
| 3           | Spanien       | Toni Lato            |           |           |           |           |
| 5           | Brasilien     | Gabriel Paulista     |           |           |           |           |
| 6           | Spanien       | Hugo Guillamón       |           |           |           |           |
| 12          | Frankrike     | Mouctar Diakhaby     |           |           |           |           |
| 14          | Spanien       | José Gayà            |           |           |           |           |
| 15          | Paraguay      | Omar Alderete (lån)  |           |           |           |           |
| 20          | Guadeloupe    | Dimitri Foulquier    |           |           |           |           |
| 24          | Schweiz       | Eray Cömert          |           |           |           |           |
| Mittfältare |               |                      |           |           |           |           |
| 4           | USA           | Yunus Musah          |           |           |           |           |
| 8           | Serbien       | Uroš Račić           |           |           |           |           |
| 10          | Spanien       | Carlos Soler         |           |           |           |           |
| 17          | Ryssland      | Denis Cheryshev      |           |           |           |           |
| 18          | Danmark       | Daniel Wass          |           |           |           |           |
| Anfallare   |               |                      |           |           |           |           |
| 7           | Portugal      | Gonçalo Guedes       |           |           |           |           |
| 9           | Uruguay       | Maxi Gómez           |           |           |           |           |
| 11          | Angola        | Hélder Costa (lån)   |           |           |           |           |
| 19          | Spanien       | Hugo Duro (lån)      |           |           |           |           |
| 21          | Spanien       | Manu Vallejo         |           |           |           |           |
| 22          | Brasilien     | Marcos André         |           |           |           |           |

## Kända spelare i klubben genom tiderna
| Argentina - Mario Kempes - Claudio López - Roberto Ayala - Pablo Aimar - Alfredo Di Stéfano Brasilien - Romário - Waldo - Fabio Aurelio Danmark - Frank Arnesen Frankrike - Jocelyn Angloma - Didier Deschamps Italien - Amedeo Carboni - Marco Di Vaio - Cristiano Lucarelli - Emiliano Moretti Norge - John Carew |  | Spanien - Miguel Ángel Angulo - Roberto Soldado - Gaizka Mendieta - Fernando Gómez - Andoni Zubizarreta - Santiago Cañizares - David Albelda - David Villa - Fernando Morientes - Rubén Baraja - Iván Helguera - David Silva - Joaquín - Juan Mata - Vicente - Carlos Marchena - Jordi Alba Serbien - Nikola Žigić Sverige - Joachim Björklund - Stefan Schwarz | Tyskland - Rainer Bonhof - Timo Hildebrand Portugal - Manuel Fernandes - Miguel Rumänien - Adrian Ilie Ryssland - Oleg Salenko - Valerij Karpin |

## Valencias hymn
És un equip de primera

nostre València Club de Futbol

que lluita per a defendre en totes bandes nostres colors

En el Camp de l'Algirós ja començàrem a demostrar

que era una bona manera per a València representar

Amunt València, Visca el València, és el millor

Amunt València, Visca el València del nostre cor

Units com sempre els valencianistes et seguirem

en cada estadi per a què triomfes t'animarem

En la capital del Túria és el València qui vist de blanc

i defén la camiseta ple de coratge per a guanyar

En Mestalla continuarem sempre esforçant-se per a triomfar

i les glòries arribaren i en competència continuaran

Amunt València, Visca el València, és el millor

Amunt València, Visca el València, del nostre cor

Units com sempre els valencianistes et seguirem,

en cada estadi perquè triomfes t'animarem

Amunt València, Visca el València es el millooooooooor